# Кобилка (Польща)
Коби́лка (пол. Kobyłka) — місто в центральній Польщі.
Належить до Воломінського повіту Мазовецького воєводства.
Належить до Варшавської агломерації (близько 17 км від Варшави).

## Демографія
Демографічна структура станом на 31 березня 2011 року:
|          | Загалом | Допрацездатний вік | Працездатний вік | Постпрацездатний вік |
| -------- | ------- | ------------------ | ---------------- | -------------------- |
| Чоловіки | 9633    | 2196               | 6594             | 843                  |
| Жінки    | 10307   | 2081               | 6302             | 1924                 |
| Разом    | 19940   | 4277               | 12896            | 2767                 |